# لبنان (مين)
لبنان (بالإنجليزية: Lebanon, Maine)‏ هي بلدة نيو إنجلاند تقع في الولايات المتحدة في York County. يقدر عدد سكانها بـ 6,031 نسمة ومساحتها 144.60 كم2 وترتفع عن سطح البحر 140 متر.

## التركيبة السكانية
قام مكتب تعداد الولايات المتحدة بتحديد بيانات التركيبة السكانية للبنان في تعداد الولايات المتحدة. في ما يلي، التركيبة السكانية حسب تعدادي 2000 و2010.

### تعداد عام 2000
بلغ عدد سكان لبنان 5,083 نسمة بحسب تعداد عام 2000، وبلغ عدد الأسر 1,823 أسرة وعدد العائلات 1,405 عائلة مقيمة في البلدة. في حين سجلت الكثافة السكانية 92.9 نسمة لكل ميل مربع (35.9/كم2). وبلغ عدد الوحدات السكنية 2,090 وحدة بمتوسط كثافة قدره 38.2 نسمة لكل ميل مربع (14.7/كم2).
وتوزع التركيب العرقي للبلدة بنسبة 98.49% من البيض و 0.28% من الأمريكيين الأصليين و 0.26% من الأمريكيين ذوي الأصول الآسيوية و 0.31% من الأمريكيين الأفارقة و 0.59% من عرقين مختلطين أو أكثر.
بلغ عدد الأسر 1,823 أسرة كانت نسبة 38.4% منها لديها أطفال تحت سن الثامنة عشر تعيش معهم، وبلغت نسبة الأزواج القاطنين مع بعضهم البعض 61.9% من أصل المجموع الكلي للأسر، ونسبة 9.9% من الأسر كان لديها معيلات من الإناث دون وجود شريك، وكانت نسبة 22.9% من غير العائلات. تألفت نسبة 17.2% من أصل جميع الأسر من أفراد ونسبة 6.6% كانوا يعيش معهم شخص وحيد يبلغ من العمر 65 عاماً فما فوق. وبلغ متوسط حجم الأسرة المعيشية 3.10، أما متوسط حجم العائلات فبلغ 2.79.
بلغ العمر الوسطي للسكان 37 عاماً. وكانت نسبة 7.2% بين الثامنة عشر والأربعة وعشرون عاماً، ونسبة 30.6% كانت واقعةً في الفئة العمرية ما بين الخامسة والعشرون حتى والأربعة وأربعون عاماً، ونسبة 23.7% كانت ما بين الخامسة والأربعون حتى الرابعة والستون، ونسبة 9.9% كانت ضمن فئة الخامسة والستون عاماً فما فوق. يوجد لكل 100 أنثى 101.0 ذكر، ويوجد لكل 100 أنثى في الثامنة عشر من عمرها فما فوق 98.8 ذكر.

### تعداد عام 2010
بلغ عدد سكان لبنان 6,031 نسمة بحسب تعداد عام 2010، وبلغ عدد الأسر 2,204 أسرة وعدد العائلات 1,679 عائلة مقيمة في البلدة. في حين سجلت الكثافة السكانية 109.7 نسمة لكل ميل مربع (42.4/كم2). وبلغ عدد الوحدات السكنية 2,540 وحدة بمتوسط كثافة قدره 46.2 لكل ميل مربع (17.8/كم2).
وتوزع التركيب العرقي للبلدة بنسبة 97.1% من البيض و 0.3% من الأمريكيين الأصليين و 0.8% من الأمريكيين ذوي الأصول الآسيوية و 0.4% من الأمريكيين الأفارقة و 1.3% من عرقين مختلطين أو أكثر.
بلغ عدد الأسر 2,204 أسرة كانت نسبة 37.7% منها لديها أطفال تحت سن الثامنة عشر تعيش معهم، وبلغت نسبة الأزواج القاطنين مع بعضهم البعض 59.7% من أصل المجموع الكلي للأسر، ونسبة 10.6% من الأسر كان لديها معيلات من الإناث دون وجود شريك، بينما كانت نسبة 5.9% من الأسر لديها معيلون من الذكور دون وجود شريكة وكانت نسبة 23.8% من غير العائلات. تألفت نسبة 16.7% من أصل جميع الأسر من أفراد ونسبة 5.5% كانوا يعيش معهم شخص وحيد يبلغ من العمر 65 عاماً فما فوق. وبلغ متوسط حجم الأسرة المعيشية 3.05، أما متوسط حجم العائلات فبلغ 2.74.
بلغ العمر الوسطي للسكان 39.3 عاماً. وكانت نسبة 25.2% من القاطنين تحت سن الثامنة عشر، وكانت نسبة 7.5% بين الثامنة عشر والأربعة وعشرون عاماً، ونسبة 25.8% كانت واقعةً في الفئة العمرية ما بين الخامسة والعشرون حتى والأربعة وأربعون عاماً، ونسبة 31% كانت ما بين الخامسة والأربعون حتى الرابعة والستون، ونسبة 10.4% كانت ضمن فئة الخامسة والستون عاماً فما فوق. وتوزع التركيب الجنسي للسكان بنسبة 50.5% ذكور و49.5% إناث.